# Rybojady (Lubusz)
Rybojadel [pronunciación en polaco: /rɨbɔˈjadɨ/] (en alemán: Rybojadel, 1937-1945: Hoffmanstal) es un pueblo ubicado en el distrito administrativo de Gmina Trzciel, dentro del Distrito de Międzyrzecz, Voivodato de Lubusz, en Polonia occidental. Se encuentra aproximadamente a 6 kilómetros al noroeste de Trzciel, a 18 kilómetros al este de Międzyrzecz, a 55 kilómetros al sureste de Gorzów Wielkopolski, y a 56 kilómetros al noreste de Zielona Góra.